# نریس (داکوتای جنوبی)
نریس(به انگلیسی: Norris) شهری در ایالت داکوتای جنوبی کشور ایالات متحده آمریکا است که جمعیت آن در سرشماری سال ۲۰۱۰ میلادی، ۱۵۲ نفر بوده‌است.